# ALTEO Nyrt.
A 2008-as alapítású ALTEO egy komplex energiaszolgáltató- és kereskedő vállalat, amelynek tevékenysége 2019-től hulladékgazdálkodással is kiegészült. A Budapesti Értéktőzsde (BÉT) prémium kategóriájában jegyzett cég stratégiájának központi eleme a fenntartható fejlődés előmozdítása a megújuló alapú energiatermelés és a körforgásos gazdálkodás erősítése révén. 
Energetikai területen megújuló és a földgáz-energiahordozókon alapuló villamos- és hőenergia termeléssel, szabályozási és termelésmenedzsment szolgáltatások nyújtásával, valamint villamosenergia és földgáz kereskedelemmel foglalkozik, továbbá személyre szabott energetikai szolgáltatásokat biztosít vállalatok számára. A körforgásos gazdasági üzletága szerves és szervetlen hulladékkezelési tevékenységek széles skáláját végzi.
A cég több tucat erőművel rendelkezik, amelyek között kiemelt szerep jut a megújuló alapú termelőknek, köztük a szél-, nap-, víz-, biogáz és depóniagáz erőműveknek. Emellett földgáztüzelésű erőművek, villanykazánok és akkumulátoros villamosenergia-tárolók is megtalálhatóak a vállalat portfoliójában. 
Nagy hangsúlyt kapnak a cég működésében, illetve partnereinek nyújtott szolgáltatásokban a digitális megoldások. Az ARTEMIS (Autonomous Real-Time Energy Management Information System), az ATLEO digitális fejlesztési kompetenciaközpontja, amely az ALTEO Szabályozási Központjának, valamint megújuló termelésmenedzsment szolgáltatásának innovációs és informatikai hátterét biztosítja. A Szabályozási Központ és a megújuló erőművi termelésmenedzsment működéséhez rendkívül nagy adattömeget kell tudni folyamatosan és nagy sebességgel feldolgozni és értelmezni, amelyben az ARTEMIS informatikai ernyője nyújt támogatást.
Az ALTEO növekedésében az organikus fejlődésen, a zöld-, illetve barnamezős beruházásokon túl gyakorlatilag az alapítástól kezdődően fontos szerepet játszanak az akvizíciók.

## Cégtörténet
Az ALTEO-t 2008-ban az energetikai iparágban zajló transzformáció nyújtotta új lehetőségek kiaknázása érdekében hozták létre, felismerve, hogy a piac újradefiniálásában a fenntartható megoldások fogják a főszerepet játszani. 
A cég 2009-ben indította el a villamosenergia-kereskedelmi üzletágát és már ebben az évben megvalósította első akvizícióit: megvette a Győri és Soproni Erőművet.  
2010-ben Nyíregyházán és Debrecenben depóniagáz erőművet vásárolt. Első három szélerőműve pedig 2012-ben került a cég birtokába, amit a következő évben még egy követett. Ugyanebben az évben kapott engedélyt a földgáz-kereskedelmi tevékenysége.
2015-ben valósult meg a villamosenergia- és hőtermeléssel, valamint erőműfejlesztési, üzemeltetési és karbantartási szolgáltatásokkal is foglalkozó Sinergy Kft. akvizíciója jelentős know-how-t, szakmai tapasztalatot és eszközöket állítva a cég további fejlődésének szolgálatába.  Ennek eredményeként került az ALTEO birtokába a Szabályozási Központ is, amely lehetővé teszi, hogy a több kisebb önálló termelő egység összevonva egy nagy erőműként jelenjen meg a villamosenergia és a rendszerszintű szolgáltatások piacán, amely segíti a folyamatosan változó keresletű és kínálatú villamosenergia-rendszert egyensúlyban tartani.
2017-ben üzembe állt a vállalat első naperőműve, amelyet néhány hónap elteltével egy másik is követte. Ebben az évben kezdte meg a működést a cég második debreceni depóniagáz erőműve is.
2018-ban a régióban elsőként létesített ipari méretű energiatároló a Zuglói Fűtőerőmű területén, amit három évvel később egy újabb követett Kazincbarcikán.
2019-ben újabb 13 toronyból álló szélerőmű parkkal bővült a cég portfoliója és ugyanebben az évben két újabb, saját kivitelezésű naperőműpark is megkezdte működését. Szintén ebben az évben jött létre a cég hulladékgazdálkodási divíziója is.
2020-ban megújuló erőművek számára nyújtott menetrendezési és termelésmenedzsment szolgáltatással bővítette tevékenységét a vállalat, valamint elindult az ALTE-GO, az ALTEO e-mobilitási üzletága is. 
2022-ben az ALTEO 75 százalékot meghaladó részesedést szerzett a komplex hulladékgazdálkodási tevékenységet végző FE-Groupban, amelynek 2024-ben egyedüli tulajdonosává vált.
2024-ben került üzembe a cég tereskei naperőműve, ami megduplázta az ALTEO fotovoltaikus termelési kapacitását, újabb akvizíció révén pedig másfélszeresére nőtt a cég szélerőművi kapacitása. 
Ugyanebben az évben adták át a vállalat újabb villamosenergia-tárolóját Győrben, és elkezdődött az ALTEO történetének legnagyobb zöldmezős beruházása, amelynek keretében további mintegy 70 MW villamosenergia-tároló kapacitást hoz létre. Ebben az évben írták alá a magyarországi hulladékgazdálkodási piac egyik vezető szereplőjének, az ÉLTEX-nek a felvásárlásáról szóló szerződést is. 

## Fenntarthatóság és ESG
A fenntarthatósági elvek érvényesítése az alapítása óta központi szerepet tölt be a cég működésében. 2015-ben e terület irányítása szervezeti kereteket is öltött az egyre növekvő vállalatban, amely 2017-ben adta ki az első fenntarthatósági jelentését, 2019-ben pedig az első integrált jelentését.
2022-ben jött létre a vállalat felsővezetőiből és szakértőiből álló Zöld Bizottság azzal a céllal, hogy felügyelje és támogassa az ALTEO fenntarthatósági stratégiájának és célkitűzéseinek előkészítését, illetőleg implementálását.
A cég 2022-ben a magyar energetikai szektorban elsőként szerzett önkéntes, független fél általi értékelés alapján készült nemzetközi ESG tanúsítványt. A Morningstar Sustainalytics által készített értékelést 2022 után 2023-ben és 2024-ben elvégeztette a cég. Ezen túlmenően 2024-ben az EcoVadis értékelésében „Silver” minősítést szerzett, amellyel a vizsgált vállalatok felső 15 százalékába tartozik.

## Tőzsdei jelenlét
A cég 2010-ben alakult nyilvánosan működő részvénytársasággá, részvényei ezen év októberében jelentek meg a Budapesti Értéktőzsdén (BÉT).
Az első nyilvános részvénykibocsátás 2016 novemberében zajlott, két évvel később az ALTEO részvények már a BÉT Prémium kategóriájában forogtak, 2021 márciusától pedig a hivatalos BÉT tőzsdeindex, a BUX indexkosarában is benne vannak.
A tőkepiaci eredményeit a BÉT Legek díjátadóin is rendszeresen értékelték: 2021-ben és 2022-ben a prémium kategóriában legnagyobb árfolyam-emelkedés miatt ismerték el, de a hosszú távú árfolyam-emelkedést elérő vállalatnak járó elismerést (2023), a Felelősségvállalás, fenntarthatóság, felelős vállalatirányítás elismerést (2022, 2021) a Kibocsátói transzparencia mid-cap díjat (2021) is elnyerte már.

## Jövőkép
Az ALTEO az elmúlt években rendre felülteljesítette a stratégai célkitűzéseit. A 2022-26-os időszakra szóló terveit túlteljesítve a cég 2025-ben hirdetett új stratégiát, aminek fókuszában a méretugrás és a regionális terjeszkedés áll.
1. ↑  ALTEO Energy Services Plc Rating
2. ↑  Alteo-sztori: fókuszban a régiós terjeszkedés és a méretugrás – portfolio.hu